# گرمان گومز
گرمان گومز (انگلیسی: Germán Gómez؛ ۵ ژانویه ۱۹۱۴ – ۲۲ مارس ۲۰۰۴) بازیکن فوتبال اهل اسپانیا بود.
از باشگاه‌هایی که در آن بازی کرده‌است می‌توان به باشگاه فوتبال راسینگ سانتاندر و باشگاه فوتبال اتلتیکو مادرید اشاره کرد.
وی همچنین در تیم ملی فوتبال اسپانیا بازی کرده‌است.